# Устругов, Дмитрий Дмитриевич
Дми́трий Дми́триевич Устругов (1875— 27 февраля 1917) — русский архитектор, гражданский инженер, представитель модерна, а также эклектики.

## Биография
Окончил Институт гражданских инженеров императора Николая I (1900), служил в Главном управлении неокладных сборов и казенной продажи питей.
В начале 1917 года — подпоручик, ротный командир 6-го запасного саперного батальона в Петрограде. Убит во время Февральской революции 27 февраля 1917 года. Похоронен 2 марта на Смоленском кладбище.

## Семья

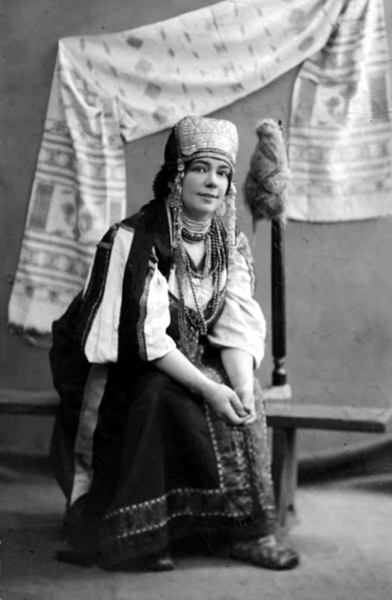
Варвара Карловна Устругова.

С 1899 года в браке с Варварой Карловной Уструговой (урожд. Осташевской) (1875—1944) — однокурсницей, соавтором нескольких его архитектурно-строительных проектов, а впоследствии актрисой и рассказчицей русских сказок — имел сыновей Дмитрия (инженер), Олега (актёр) и дочь Варвару (актриса). Брак распался в 1913 году. Сын Дмитрий и дочь были репрессированы и расстреляны в 1934—1935 году. Сын обвинен («Дело Устругова») и расстрелян в тюрьме в качестве заложника после убийства Кирова. Сын Олег репрессирован в 1938 г. и расстрелян.

## Постройки в Санкт-Петербурге
- Доходный дом на ул. Дегтярной, 9 (1905);
- Здание паркетного производства — часть углового дома по ул. Дегтярной, 9х (1905, другая часть здания — по ул. 4-й Советской, 32 — архитектор М. К. Нейгаузен в 1869 г.);
- Доходный дом на наб. канала Грибоедова, 59 (1907);
- Доходный дом булочника и домовладельца немецкого происхождения Г. Х. Гандмана (1907), ул. Тверская, 4;
- Корпуса во дворе общежития Высших женских (Бестужевских) курсов (1908—1909, 10-я линии ВО, 35);
- Доходный дом потомственного почетного гражданина и предпринимателя-управленца И. Ф. Алюшинского (1910—1911), Большой проспект Петроградской стороны, 69 / ул. Ординарная, 2х  памятник архитектуры (вновь выявленный объект)[11];
- Надстройка бывшего здания Императорского повивального института (1905—1906[12] или 1910—1913[13], наб. Фонтанки, 148; после Октябрьской революции — больница им. М. С. Урицкого), а также постройка часовни (1913[13]) на территории, перешедшей общине сестёр милосердия им. М. П. Кауфмана, в качестве архитектора общины.

## Постройки в Санкт-Петербурге в соавторстве с другими архитекторами
- Корпус Высших женских (Бестужевских) курсов по 10-й линии ВО, 33 (1900-е совместно c В. Н. Пясецким, ранее в 1890-е — А. Ф. Красовский).

## Галерея

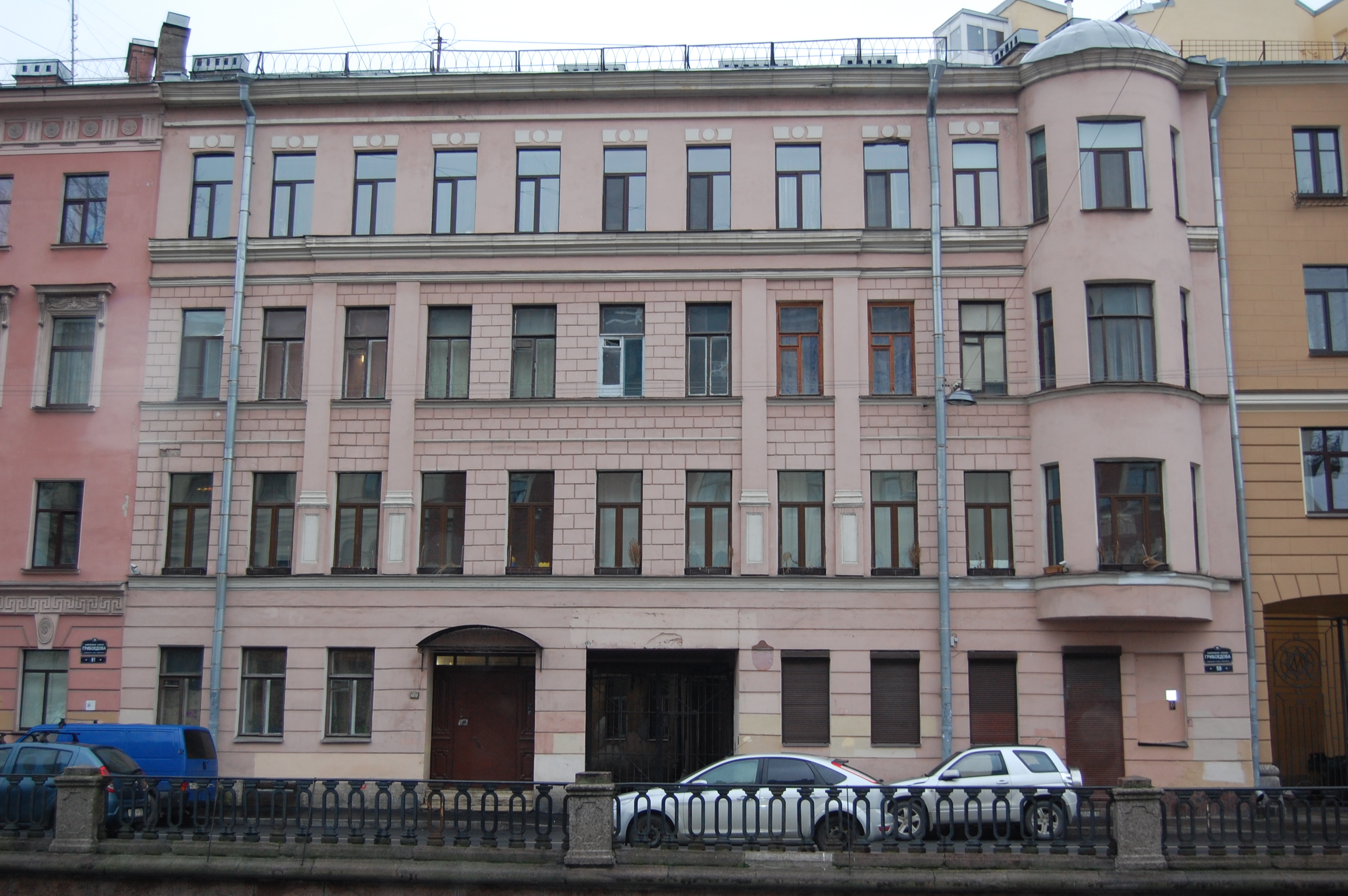
Доходный дом на набережной канала Грибоедова.
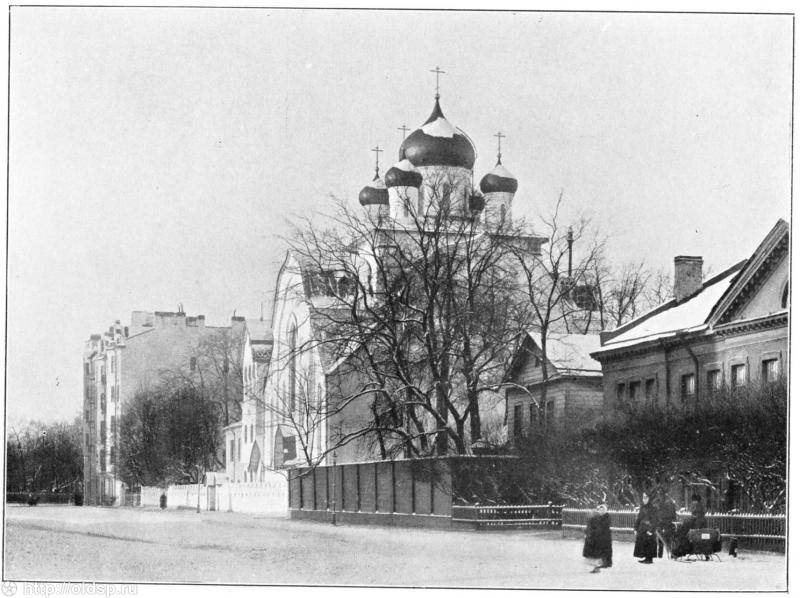
Дом Гандмана (слева от Знаменской старообрядческой церкви) в 1908 г..
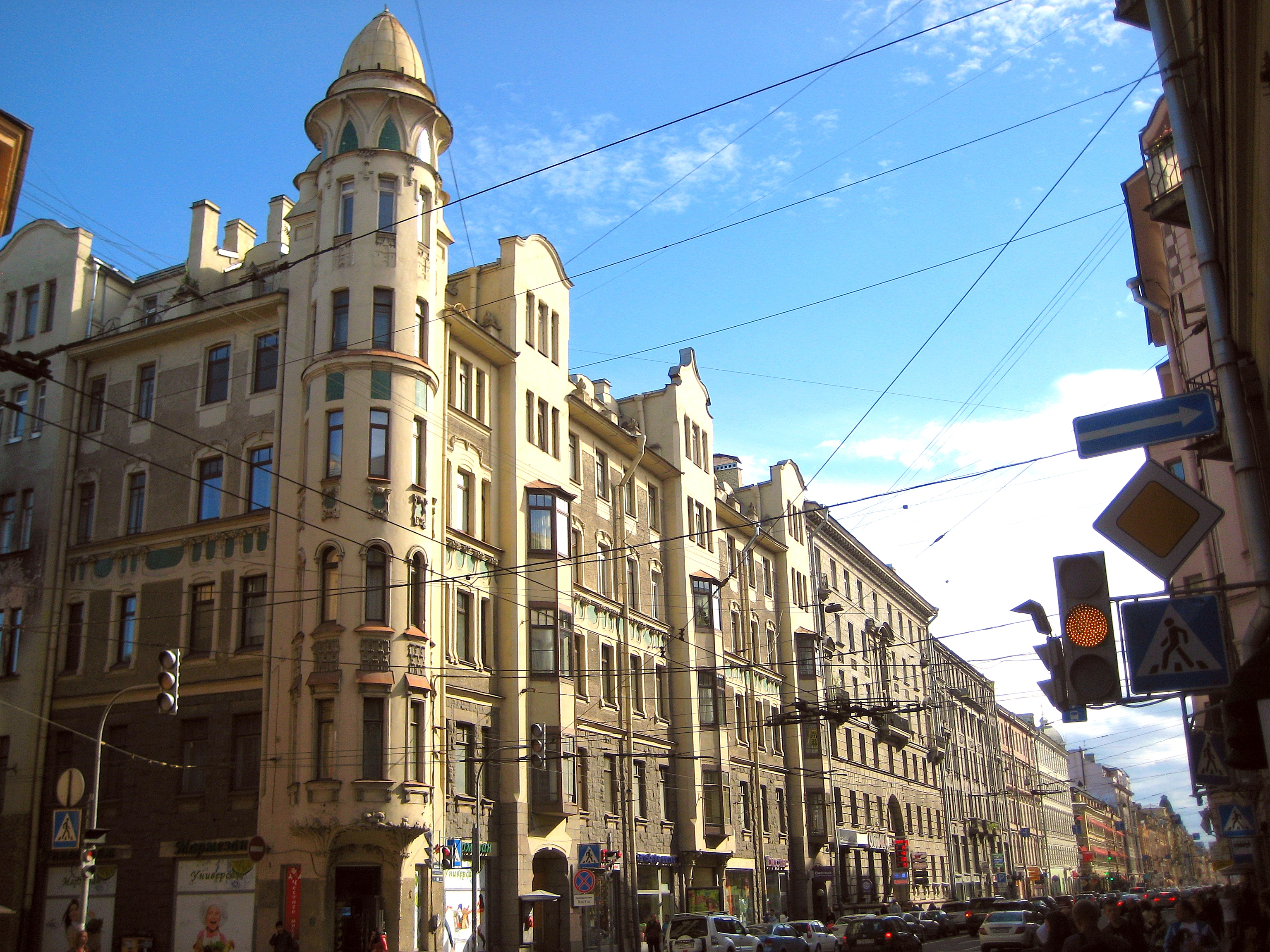
Дом Алюшинского на углу Ординарной ул. и Большого пр.